# Žarko Primorac
Žarko Primorac (ur. 12 października 1941) – lekkoatleta specjalizujący się w rzucie oszczepem, który startował w barwach Jugosławii.
W 1975 roku zdobył złoty medal igrzysk śródziemnomorskich w Algierze uzyskując wynik 74,72. Czterokrotny mistrz Jugosławii - tytuły zdobył w 1967, 1971, 1975 oraz w 1976. Rekord życiowy: 79,26 (18 października 1972, Zagrzeb).